# Carl Walther
Carl Wilhelm Freund Walther (Zella-Mehlis, 22 de novembro de 1858 — Zella-Mehlis, 9 de julho de 1915), foi um importante designer alemão de armas de fogo, que em 1886, fundou a empresa Carl Walther GmbH, normalmente conhecida simplesmente por "Walther".

## Biografia
O pai de Carl Walther, August Theodor Albert Walther, era um laminador de latão e ferro. Sua mãe, Rosalie Wilhelmine Amalie Pistor, veio da família de armeiros de Pistor e era filha de William Pistor. Carl Walther estudou com o armeiro Willibald Barthelmes, e mais tarde com Albin Schneider. Ele trabalhou para a empresa Jopp em Zella-Mehlis, fabricando rifles Mauser. No outono de 1886, ele abriu sua própria fábrica de armamentos em Zella-Mehlis e logo contratou trabalhadores adicionais para atender à demanda dos rifles esportivos que fabricava. Em 1888, ele se casou com Minna Georgine Pickert, filha do fabricante de revólver Christian Friedrich Pickert, e eles tiveram cinco filhos. Em 1903, depois que três de seus filhos entraram na empresa, o foco voltou-se para a produção de pistolas. Em 1908, Carl Walther, juntamente com Fritz Walther, seu filho mais velho, projetaram e produziram a primeira pistola alemã de carregamento automático utilizável. Fritz Walther assumiu a administração da empresa após a morte de seu pai em 1915.